# Louis Croenen
Louis Croenen (Turnhout, 4 de enero de 1994) es un deportista belga que compite en natación, especialista en el estilo libre.
Ganó dos medallas en el Campeonato Europeo de Natación, plata en 2016 y bronce en 2014, y una medalla de bronce en el Campeonato Europeo de Natación en Piscina Corta de 2011.
Participó en tres Juegos Olímpicos de Verano, entre los años 2012 y 2020, ocupando el octavo lugar en Río de Janeiro 2016, en las pruebas de 200 m mariposa y 4 × 200 m libre.

## Palmarés internacional
| Campeonato Europeo                  | Campeonato Europeo    | Campeonato Europeo | Campeonato Europeo |
| Año                                 | Lugar                 | Medalla            | Prueba             |
| ----------------------------------- | --------------------- | ------------------ | ------------------ |
| 2014                                | Berlín (Alemania)     | Medalla de bronce  | 4 × 200 m libre    |
| 2016                                | Londres (Reino Unido) | Medalla de plata   | 4 × 200 m libre    |
| Campeonato Europeo en Piscina Corta |                       |                    |                    |
| Año                                 | Lugar                 | Medalla            | Prueba             |
| 2011                                | Szczecin (Polonia)    | Medalla de bronce  | 4 × 50 m libre     |